# Magasinets Datter
|  | Denne artikel er oprettet af botten PalnaBot ud fra en ekstern database. Den kan derfor have sproglige fejl eller mangler. Denne skabelon kan fjernes efter kontrol af indholdet. |

Magasinets Datter er en stumfilm fra 1918 instrueret af August Blom, Thorleif Lund.

## Handling
Optaget i Magasin du Nord. En historie om Grete fra landet, der får arbejde i Magasin du Nord, bliver til en demonstrativ gennemgang af virksomheden: væverierne og de forskellige afdelinger, systuerne, modeopvisning, forretningen. Da Grete gør lykke og får godsejeren, køber de møbler og udstyr i Magasin, der også indretter hjemmet. Magasin kan alt, også finde den rette. "Grethes manneguin opvisning" 1. "Grethe fremviser selv sine kjoler ved en manneguin opvisning" 2. "Godsejer Kjeld, som sammen med sin søster overværer opvisningen, genkender Grethe og betages stærkt." 3. "Godsejeren benytter et gunstigt øjeblik til at skrive et brev til Grethe." 4. "Næste dag. Kjeld frier til Grethe og får hendes ja." 5. "Grethes kammerater læser i bladene om hendes forlovelse og gratulerer hende." 6. "Grethe tager afsted fra forretningen og lykønskes af Direktøren." 7. "Grethe aflægger besøg hos sin gamle direktrice, der nu bor i Emil Vett og hustrus hus, Richsvej." 8. "Hos Grethes moder." 9. "Grethe ankommer til "Magasin Du Nord" for at købe sit udstyr der, hvor hun har gjort sin lykke." 10. " De mange afdelinger er for lille Grethe lige så mange fristelser og skaber en spændende indledning til hendes fremtidig liv." 11. "Godsejeren og Grethe aflægger et besøg på møbelfabrikken for at se møblerne blive fremstillede." 12. "Varene expederes til Grethes og Godsejerens hjem." 13. " Magasin du Nords folk arrangerer Godsejerens hjem." 14. "De nygift."